# Thomas Greiner
Thomas Greiner (født 3. maj 1963 i Dresden) er en tysk tidligere roer, olympisk guldvinder og firedobbelt verdensmester.

## Karriere

### Roning
Sin første internationale medalje opnåede Greiner i dobbeltfireren, da han var med til at vinde bronze for DDR ved junior-VM i 1980. Året efter blev han juniorverdensmester i dobbeltsculler, hvorpå han som senior i 1982 kom over i fireren uden styrmand og dette år var med til at blive verdensmester. I 1983 blev han verdensmester i toer med styrmand, men han fik ikke lejlighed til at stille op til OL 1984, som DDR i lighed med flere andre østeuropæiske nationer boykottede.
I 1985 roede han firer uden styrmand og var med til at vinde VM-bronze dette år, mens han i 1986 hentede en tilsvarende medalje, men nu i toer med styrmand. I 1987 var han tilbage i firer uden styrmand og her med til at vinde VM-guld.
Ved OL 1988 i Seoul sendte DDR næsten samme besætning, som havde vundet verdensmesterskabet året forinden, og de vandt da også komfortabelt deres indledende heat og deres semifinale. I finalen var de fortsat overlegne og vandt med et forspring på to et halvt sekund ned til USA på andenpladsen, mens Vesttyskland vandt bronze. De østtyske guldvindere var foruden Greiner Roland Schröder, Ralf Brudel og Olaf Förster.
Greiner fortsatte  yderligere et par sæsoner i fireren uden styrmand og var dermed med til at hente endnu et verdensmesterskab i 1989 samt en VM-bronze i 1990. Han vandt desuden tre østtyske mesterskaber i otteren i henholdsvis 1985, 1987 og 1988.

### Videre karriere
I 1990 bestod han eksamen som rodommer i det forenede Tyskland, og i 2005 blev han international rodommer. Af profession var han uddannet revisor og skatterådgiver.

## OL-medaljer
- 1988:  Guld i firer uden styrmand